# Жрнов
Жрнов или Жрнован је био средњовековна тврђава смештена на највишем врху Авале (ср. Жрновица) (511 m нмв.). На врху су још Римљани подигли утврђење, а касније су Срби ту сазидали тврђаву, коју су потом Османлије прошириле и ојачале за потребе напада на Београд. У граду је према легенди столовао, у песмама опевани, Порча од Авале. Остаци утврђења су срушени динамитом 1934. године да би се на том месту саградио маузолеј споменик Незнаном јунаку, чији је аутор био вајар Иван Мештровић.

## Прошлост Жрнова
Ископавање руда на овом простору почело је још у праисторији, па постоји научна хипотеза по којој је управо овај локалитет одиграо кључну улогу у развоју ондашње Винче.
Најстарије утврђење на месту потоњег града Жрнова подигли су Римљани у другој половини првог миленијума пре нове ере, да би контролисали прилаз Сингидунуму, али и да би заштитили своје руднике које су имали на обронцима Авале стотинак метара испод самог врха.
На месту некадашњег римског утврђења, подигли су Срби у средњем веку утврђени град Жрнов или Жрнован. Устоличењем Стефана Лазаревића, сина кнеза Лазара Хребељановића, након што је од Угара добио Београд и у њега преселио своју престоницу, након што га је утврдио и проширио и од њега направио средиште своје деспотовине те један од највећих европских градова, одлучио је да подигне потпуно нову утврду чија би улога била да штити пут ка Београду, да штити област око Београда, да му служи као резервна испостава.
Жрнов је тако постао солидно утврђени градић са основом издуженог правилног петоугла, и са две куле на југоисточном бедему. Ово језгро првобитне тврђаве касније ће постати познато као Мали град (негде као Горњи град), а на значају ће посебно добити након смрти Стефанове и почетка деспотовања Ђурађа Бранковића, кога је покојник одредио за наследника. Наиме, по претходном договору, Срби су након Стефанове смрти морали да Угрима врате Београд, што се и десило, али је Жрнов остао у српским рукама.
Град Жрнов Турци Османлије заузимају 1442. године, ојачавши му тада источни и јужни део бедема. Међутим већ 1444. године бивају приморани сегединским миром на обнову српске деспотовине и враћање тврђава Србима. Међу враћеним градовима поред Голупца, Крушевца и Новог Брда, нашао се и Жрнов. После смрти Сибињанин Јанка и Ђурђа Смедеревца 1456. године Османлије поново крећу на Србију и 1458. године заузимају Жрнов у покушају да освоје Београд, што им не полази за руком. После тога Ходи паша проширује тврђаву додатним бедемом и сувим шанцем створивши од Жрнова тврђаву за узнемиравање Београда који се налазио у мађарским рукама. Од ове улоге тврђаве односно имена Хавала, што значи сметња, који су му Османлије наденуле цела планина је добила име Авала. Мађари су 1515. године покушали да заузму Жрнов уз помоћ артиљерије, али се тај њихов покушај окончао потпуним поразом и губитком тешке артиљерије. Са падом Београда 1521. године Жрнов почиње да губи свој стратешки значај.
Не зна се до када се тачно у Жрнову налазила војна посада, али се претпоставља да је тврђава напуштена у XVIII веку од када је препуштена зубу времена. Доста добро очувани остаци града су 1934. године дигнути у ваздух да би се на врху Авале подигао споменик војницима погинулим у Првом светском рату. Комплекс споменика Незнаном Јунаку подигнут је по нацртима највећег вајара краљевине Југославије Ивана Мештровића.

## Изглед Жрнова
Жрнов се састоји од:
- Горњег града, који представља српску тврђаву са малим османлијским проширењем (1442)
- Доњег града, који сачињава бедем који прати облик падине и надовезује се на Мали град око кога се налази суви шанац (после 1458)

Мали град има основу издуженог правилног петоугла који се простире правцем северозапад-југоисток који одговара положају данашњег споменика Незнаном Јунаку. Цео северозападни бедем у ствари представља јака утврђена кула, облика неправилног полукруга, која је у ствари главни штит, пошто је окренута низ гребен ка најлакшем прилазу утврђењу, који одговара данашњем степеништу које спаја стуб са барјаком са самим спомеником. Од те јаке куле се бедеми полако шире ка врху на коме се налазе две полукружне куле једна наспрам друге. Одатле се бедеми полако сужавају до равног југоисточног дела бедема, на чијој се средини налази полукружна кула, док се у јужном темену петоугла налази четвртаста кула-капија.
Бедем који опасује и формира Доњи град почиње од јаке куле на југозапад и прави полукруг ка југу да би се потом додатно издужио ка југоистоку пратећи падину, после чега се окреће и готово праволинијски иде на северозапад док се не споји са бедемом Малог града. Око целе тврђаве се налази суви шанац који по облику прати спољну линију бедема. Улазна капија у тврђаву смештена је на најјугозападнијој тачки бедема односно на средини полукружног дела.

### Развој Жрнова
Најстарији део Жрнова представља Мали град без две куле на југоисточном бедему. Подигнут је средњовековној Србији, али се не може ближе одредити доба његове градње.
Ходи паша 1442. године ојачава источни бедем од полукружне куле до југоисточног бедема, додавши полукружну кулу на сред југоисточног бедема и четвртасту кула-капију на јужном крају бедема.
Последњу фазу изградње Жрнова представља додавање бедема и копање сувог шанца око целог града које се одиграло после 1458. године.

## Жрнов данас
Видљивих остатака Жрнова данас нема. Цео простор некадашње тврђаве је после дизања у ваздух заравњен и забетониран и на њему се данас налази сам споменик Незнаном јунаку. Податке о изгледу тврђаве данас су доступни у виду записа старих хроничара (Ђ. Бошковић), радова Александра Дерока и неколико фотографија које се налазе у Народном музеју у Београду.